# Algoritmo de Liu Hui para π

Método de Liu Hui para calcular a área de um círculo

O algoritmo de Liu Hui para π foi inventado por Liu Hui (fl. século III), um matemático do império de Cao Wei. Antes de sua época, a razão entre o perímetro de uma circunferência e seu diâmetro era muitas vezes tomada experimentalmente como três na China, enquanto Zhang Heng (78-139) a representava como sendo 3,1724 (da proporção do círculo celeste com o diâmetro da Terra, 92/29) ou como {\displaystyle \pi \approx {\sqrt {10}}\approx 3,162}. Liu Hui não ficou satisfeito com este valor. Ele comentou que ele era muito grande e ultrapassava a marca. Outro matemático, Wang Fan (228-266), forneceu {\displaystyle \pi \approx 142/45\approx 3,156}. Todos esses valores empíricos para π eram precisos para dois dígitos (ou seja, uma casa decimal). Liu Hui foi o primeiro matemático chinês a fornecer um algoritmo rigoroso para o cálculo de π para qualquer precisão. O próprio cálculo de Liu Hui com um polígono de 96 lados forneceu uma precisão de cinco dígitos: π ≈ 3,1416.
Liu Hui observou em seu comentário no Os nove capítulos da arte matemática, que a relação do perímetro de um hexágono inscrito com o diâmetro da circunferência era três, então π deve ser maior que três. Ele passou a fornecer uma descrição detalhada passo-a-passo de um algoritmo iterativo para calcular π com qualquer precisão estabelecida com base em bisseção de polígonos; ele calculou π entre 3,141024 e 3,142708 com um polígono de 96 lados; ele sugeriu que 3,14 era uma aproximação boa o suficiente, e expressou π como 157/50; ele admitiu que este número era um pouco pequeno. Inventou mais tarde um engenhoso método rápido para melhorá-lo, e obteve π ≈ 3,1416 com apenas um polígono de 96 lados, com uma precisão comparável à de um polígono de 1536 lados. Sua contribuição mais importante nessa área foi seu algoritmo simples iterativo para π.

## Área de um círculo

A área no interior de um círculo é igual ao raio multiplicado por metade da circunferência, ou A = r x C/2 = r x r x π.

Liu Hui argumentou:
"Multiplique um lado de um hexágono pelo raio (de sua circunferência circunscrita), e então multiplique este resultado por três, para obter a área de um dodecágono; se cortarmos um hexágono em um dodecágono, multiplicarmos seu lado pelo seu raio e, novamente, multiplicarmos por seis, obtemos a área de um polígono de 24 lados; quanto mais fino cortamos, menor a perda em relação à área do círculo, portanto, com mais corte após corte, a área do polígono resultante coincidirá e se tornará uma com o círculo; não haverá perda".
Aparentemente, Liu Hui já havia dominado o conceito do limite
{\displaystyle \lim _{N\to \infty }} área do polígono de {\displaystyle N} lados = área do círculo.
Também, Liu Hui provou que a área de um círculo é metade de seu perímetro multiplicado por seu raio. Ele registrou:
"Entre um polígono e um círculo, há excesso de raio. Multiplique o excesso de raio por um lado do polígono. A área resultante excede o limite do círculo".
No diagrama d = excesso de raio. Multiplicando d por um lado resulta no oblongo ABCD que excede o limite do círculo. Se um lado do polígono é pequeno (i.e. existe um número muito grande de lados), então o excesso do raio é pequeno, então o excesso na área será pequeno.
Como visto no diagrama, quando N → ∞, d →  0, e ABCD → 0.
"Multiplique o lado de um polígono pelo seu raio, e a área duplica; portanto, multiplique metade do perímetro pelo raio para obter a área do círculo".
Quando N → ∞, metade do perímetro do polígono de N lados aproxima um semicírculo, assim metade do perímetro de um círculo multiplicada por seu raio é igual à área do círculo. Liu Hui não explicou em detalhes esta dedução. No entanto, é evidente usando o "princípio do complemento in-out" de Liu Hui, que ele forneceu nos nove capítulos sobre a arte matemática: recortar uma forma geométrica em partes, reorganizar as partes para formar outra forma, a área das duas formas serão idênticas.
Assim, rearranjando os seis triângulos verdes, três triângulos azuis e três triângulos vermelhos em um retângulo com largura = 3L e altura R mostra que a área do dodecágono = 3RL.
Em geral, multiplicar metade do perímetro de um N-polígono pelo seu raio produz a área de um 2N-polígono. Liu Hui usou este resultado repetidamente em seu algoritmo π.

## Desigualdadeπde Liu Hui

Desigualdade π de Liu Hui

Liu Hui provou uma desigualdade envolvendo π considerando a área de polígonos inscritos com lados N e 2N.
No diagrama, a área amarela representa a área de um N-polígono, denotada por {\displaystyle A_{N}}, e a área amarela mais a área verde representa a área de um 2N-polígono, denotada por {\displaystyle A_{2N}}. Portanto, a área verde representa a diferença entre as áreas do 2 N-polígono e do N-polígono:
{\displaystyle D_{2N}=A_{2N}-A_{N}.}
A área vermelha é igual à área verde, e assim também é {\displaystyle D_{2N}}. Então
área amarela + área verde + área vermelha = {\displaystyle A_{2N}+D_{2N}.}
Seja {\displaystyle A_{C}} a área do círculo. Então
{\displaystyle A_{2N}<A_{C}<A_{2N}+D_{2N}.}
Se o raio da circunferência é assumido ser 1, então obtemos a desigualdade de Liu Hui:
{\displaystyle A_{2N}<\pi <A_{2N}+D_{2N}.}

## Algoritmo iterativo

Algoritmo de Liu Hui para π

Liu Hui começou com um hexágono inscrito. Seja M o comprimento de um lado AB do hexágono, r o raio do círculo.
Bisseccionando AB com a linha OPC, AC torna-se um lado do dodecágono (12-polígono), seja seu comprimento m. Seja o comprimento de PC j e o comprimento de OP G.
AOP, APC são dois triângulos retângulos. Liu Hui usou o teorema de Gou Gu repetitivamente:
{\displaystyle {}G^{2}=r^{2}-\left({\tfrac {M}{2}}\right)^{2}}
{\displaystyle {}G={\sqrt {r^{2}-{\tfrac {M^{2}}{4}}}}}
{\displaystyle {}j=r-G=r-{\sqrt {r^{2}-{\tfrac {M^{2}}{4}}}}}
{\displaystyle {}m^{2}=\left({\tfrac {M}{2}}\right)^{2}+j^{2}}
{\displaystyle {}m={\sqrt {\left({\tfrac {M}{2}}\right)^{2}+j^{2}}}}
{\displaystyle {}m={\sqrt {\left({\tfrac {M}{2}}\right)^{2}+\left(r-G\right)^{2}}}}
{\displaystyle {}m={\sqrt {\left({\tfrac {M}{2}}\right)^{2}+\left(r-{\sqrt {r^{2}-{\tfrac {M^{2}}{4}}}}\right)^{2}}}}
A partir daqui, existe agora uma técnica para determinar m de M, que dá o comprimento do lado de um polígono com o dobro do número de arestas. Começando com um hexágono, Liu Hui pode determinar o comprimento lateral de um dodecágono usando esta fórmula. Então continue repetidamente para determinar o comprimento lateral de um 24-polígono, dado o comprimento lateral de um dodecágono. Ele poderia fazer isso de forma recursiva quantas vezes fosse necessário. Sabendo como determinar a área destes polígonos, Liu Hui poderia então aproximar π.
Com {\displaystyle r=10} unidades, ele obteve
área do 48-polígono {\displaystyle {}A_{96}=313{584 \over 625}}
área do 96-polígono {\displaystyle {}A_{192}=314{64 \over 625}}
Diferença do 96-polígono e do 48-polígono:
{\displaystyle {}D_{192}=314{\frac {64}{625}}-313{\frac {584}{625}}={\frac {105}{625}}}
da desigualdade de Liu Hui para π:
{\displaystyle A_{2N}<A_{C}<A_{2N}+D_{2N}.}
Como r = 10, {\displaystyle A_{C}=100\times \pi }
então:
{\displaystyle {}314{\frac {64}{625}}<100\times \pi <314{\frac {64}{625}}+{\frac {105}{625}}}
{\displaystyle {}314{\frac {64}{625}}<100\times \pi <314{\frac {169}{625}}}
{\displaystyle {}3,141024<\pi <3,142704.}
Ele nunca considerou π como a média do limite inferior 3,141024 e do limite superior 3,142704. Ao invés sugeriu que 3,14 era um valor aproximado bom o suficiente para π, e o expressou como a fração {\displaystyle {\tfrac {157}{50}}}; salientou que este número era ligeiramente menor que o exato.
Liu Hui efetuou seus cálculos com o sistema numérico de varas, e expressou os resultados com frações. Contudo, a natureza iterativa do algoritmo de Liu Hui para π é muito clara:
{\displaystyle 2-m^{2}={\sqrt {2+(2-M^{2})}}\,,}
onde m é o comprimento de um lado do polígono de próxima ordem bissectado de M. O mesmo cálculo é feito repetidamente, cada passo requerendo somente uma adição e uma extração de raiz quadrada.

## Método rápido
O cálculo de raízes quadradas de números irracionais não era uma tarefa fácil no século III com o sistema numérico de varas. Liu Hui descobriu um atalho comparando os diferenciais de área de polígonos, e constatou que a proporção da diferença na área de polígonos de ordem sucessiva era de aproximadamente 1/4.
Seja DN a diferença de áreas de um N-polígono e um (N/2)-polígono
{\displaystyle D_{N}=A_{N}-A_{N/2}\,}.
Ele encontrou:
{\displaystyle D_{96}\approx {\tfrac {1}{4}}D_{48}}
{\displaystyle D_{192}\approx {\tfrac {1}{4}}D_{96}} 1
Então:
{\displaystyle {\begin{aligned}D_{384}&{}\approx {\tfrac {1}{4}}D_{192}\\D_{768}&{}\approx \left({\tfrac {1}{4}}\right)^{2}D_{192}\\D_{1536}&{}\approx \left({\tfrac {1}{4}}\right)^{3}D_{192}\\D_{3072}&{}\approx \left({\tfrac {1}{4}}\right)^{4}D_{192}\\&{}\ \ \vdots \end{aligned}}}
Área do círculo de raio unitário =
{\displaystyle {}\pi =A_{192}+D_{384}+D_{768}+D_{1536}+D_{3072}+\cdots \approx A_{192}+F\cdot D_{192}.\,}
Em que
{\displaystyle F={\tfrac {1}{4}}+\left({\tfrac {1}{4}}\right)^{2}+\left({\tfrac {1}{4}}\right)^{3}+\left({\tfrac {1}{4}}\right)^{4}+\cdots ={\frac {\frac {1}{4}}{1-{\frac {1}{4}}}}={\tfrac {1}{3}}.}
Isso é tudo o que subsequentes áreas em excesso somam a um terço de {\displaystyle D_{192}}
área do círculo unitário{\displaystyle {}=\pi \approx A_{192}+\left({\tfrac {1}{3}}\right)D_{192}\approx {3927 \over 1250}\approx 3,1416.\,}2